# Nuevo México (Huimanguillo)
Nuevo México es una localidad del municipio de Huimanguillo ubicado en la subregión de la Chontalpa del estado mexicano de Tabasco.

## Historia
La localidad fue creada el 15 de octubre de 2019.

## Geografía
La localidad de Nuevo México se sitúa en las coordenadas geográficas 17°39′49″N 93°24′20″O / 17.663741, -93.405419, a una elevación de 11 metros sobre el nivel del mar.

## Demografía
Según el Conteo de Población y Vivienda 2020, efectuado por el Instituto Nacional de Estadística y Geografía, la localidad de Nuevo México tiene 121 habitantes, de los cuales 63 son del sexo masculino y 58 del sexo femenino. Su tasa de fecundidad es de 2.81 hijos por mujer y tiene 29 viviendas particulares habitadas.